# Robert Knight
Robert Knight, född Robert Peebles 24 april 1945 i Franklin, Tennessee, död 5 november 2017 i Tennessee, var en amerikansk R&B- och soul-sångare. 
Robert Knights mor och tvillingbror dog vid födseln. Han inledde sin karriär i gruppen The Paramounts och senare i The Fairlanes,.
Knight inledde en solokarriär 1967. Samma år släppte han sin enda hitsingel "Everlasting Love", vilken nådde plats #13 på den amerikanska listan Billboard Hot 100. I Storbritannien var låten en stor hit och listetta i gruppen Love Affairs version. Åtskilliga andra artister har därefter spelat in låten, som Rex Smith och Rachel Sweet 1981, Sandra 1987 och Gloria Estefan 1995.
Uppföljarsingeln "Love On a Mountain Top" som släpptes 1968 nådde knappt listorna men blev en hit i Storbritannien 1973, mycket tack vare northern soul-rörelsen.
Knights huvudsakliga solokarriär sträckte sig mellan åren 1967-1974 där de inledande skivorna utgavs av Rising Sons, ett dotterbolag till Monument. Under denna period användes huvudsakligen Buzz Cason och Mac Gayden som låtskrivare, producenter och arrangörer. Buzz Cason var även ägare till skivbolaget Elf.
Knight jobbade sedermera som kemist.

## Diskografi (urval)
Singlar
- 1967 – Everlasting love (Buzz Cason, Mac Gayden) (Rising Sons RS45-705) (US Pop #13, US R&B #14, UK #40)
- 1967 – Blessed are the lonely (Buzz Cason, Mac Gayden) (Rising Sons RS45-707) (US Pop #97)
- 1968 – Love on a mountain top (Buzz Cason, Mac Gayden) (Rising Sons RS45-708) (UK #10)
- 1968 – Sandy (John Wilkin, Buzz Cason) (Rising Sons RS45-709)
- 1968 – Isn't it lonely together (Ray Stevens) (Elf 90 019) (US Pop #97)
- 1969 – Smokey (Buzz Cason, Mac Gayden) (Elf 90 030)
- 1970 – I only have eyes for you (Al Dubin, Harry Warren) (Elf 90 037)
- 1974 – Better get ready for love (Skip Rogers, Buzz Cason) (Monument ZS7 8612)
- 1974 – The outsider (Skip Rogers) (Monument ZS8 8629)
- 1974 – My rainbow valley (Buzz Cason, Mac Gayden) (Monument 2344)